# Collado Sur
El collado Sur (del inglés: South Col) se refiere habitualmente a un alto collado o paso de montaña que se encuentra al sur de la cima del monte Everest y que conecta con el Lhotse, la primera y cuarta montañas más altas del mundo respectivamente. Se encuentra en la ruta habitual de ascensión por la arista Suroeste en Nepal. El último campo (habitualmente el campo IV) se sitúa en el collado Sur. Este lugar es un punto de fuertes vientos, que le liberan de nieve acumulada. 
El Collado Sur fue alcanzado por primera ver por la Expedición Suiza de 1952 que no consiguió alcanzar la cima, por Wilfrid Noyce y el sherpa Annullu. Al año siguiente Edmund Hillary y el sherpa Tenzing Norgay, de la Expedición Británica de 1953 atravesaron el collado para alcanzar la cima por primera vez.
Una vez en el collado Sur, los escaladores han entrado a la zona de la muerte – el mal de altura es una seria amenaza a esa altitud y rápidamente se puede tornar fatal. Dormir es también muy complicado, y el sistema digestivo de la mayoría de los escaladores se vuelve lento o se detiene por completo. Esto se debe a que a esta altitud es más eficiente para el cuerpo usar los recursos de la energía ya almacenada que digerir nuevos alimentos. La mayoría de los escaladores comenzarán a usar oxígeno suplementario en este punto y tendrán como máximo dos o tres días para atacar la cumbre. Un clima despejado y vientos ligeros son factores críticos para determinar la posibilidad de hacer un intento a la cumbre. Si el clima no ayuda en este corto periodo de tiempo, los escaladores se ven obligados a descender, la mayoría de vuelta hasta el campo base del Everest. Los escaladores raramente tienen una segunda oportunidad de regresar al collado Sur cuando están en una expedición específica.
En el 2005, el francés Didier Delsalle aterrizó un helicóptero Eurocopter AS350 B3 en el collado Sur del monte Everest. Dos días después hizo su primer aterrizaje a la cima del monte Everest.